# Daouda Faye
El Hadj Daouda Faye encore appelé Vava, né le 12 mai 1944 et mort le 6 octobre 2022. Il est l'ancien maire de Kaolack, ancien ministre des Sports du Sénégal sous Abdoulaye Wade.

## Biographie
Né à Kaolack, Daouda commence sa carrière professionnelle comme instituteur. En 1992, il dirige le Comité d’organisation de la CAN 1992 qui se déroule au Sénégal,,. Il occupe le poste de troisième vice-président du Sénat sous Pape Diop et est responsable libéral à Kaolack. En qualité de troisième vice-président du Senat, El Hadj Daouda Faye ratifie l'dée de création d'une commission d'enquête parlementaire pour faire la lumière sur l'affaire Sentel.
Entre 2005 et 2007, il dirige le sport en étant ministre des Sports sous le Président Abdoulaye Wade ,,,.
Daouda Faye, en sa qualité de député, relevait inopportun la modification du réglèment intérieur de l'Assemblée nationale qui rallongerait le mandat du président de ladite assemblée,,. 

## Affaire Report des élections de 2014
Sur la question d'abroger la loi de la parité, Daouda plaide pour un second report des élections locales du 29 juin 2014 . Il déclare : « Je suis même favorable pour un second report, vers la fin de l’année, pour permettre aux collectivités locales actuelles d’exécuter leur budget et leur programme de 2014. Je ne vois pas ce que peut changer un report de 3 à 4 mois, surtout si ça permet également à la Commission de revue du Code électoral de bien peaufiner le Code électoral » .